# Büyükkılıçlı, Silivri
Büyükkılıçlı là một xã thuộc huyện Silivri, tỉnh Istanbul, Thổ Nhĩ Kỳ. Dân số thời điểm năm 2010 là 1.155 người.